# Quinta Enmienda a la Constitución de los Estados Unidos
La Quinta Enmienda de la Constitución de los Estados Unidos aborda el procedimiento penal y otros aspectos de la Constitución. Fue ratificada, junto con otros nueve artículos, en 1791 como parte de la Carta de Derechos. La Quinta Enmienda se aplica a todos los niveles del gobierno, incluidos el federal, el estatal y el local, en lo que respecta a un ciudadano estadounidense o residente en Estados Unidos. El Tribunal Supremo amplió las protecciones de esta enmienda a través de la Cláusula del Debido Proceso de la Decimocuarta Enmienda.
Una de las disposiciones de la Quinta Enmienda exige que los delitos graves sólo se juzguen previa acusación de un gran jurado, aunque, al no haber sido incorporada, solo aplica al Circuito Federal. Otra disposición, la Cláusula de Doble Riesgo, establece el derecho de los acusados a ser juzgados una sola vez en un tribunal federal por el mismo delito. La cláusula de autoinculpación ofrece varias protecciones contra la autoinculpación, incluido el derecho de una persona a no servir como testigo en un caso penal en el que sea el acusado. "Declarar la Quinta" es un término coloquial que se utiliza a menudo para invocar la cláusula de autoincriminación cuando los testigos se niegan a responder a las preguntas cuando las respuestas podrían incriminarlos. En el caso Miranda contra Arizona, de 1966, el Tribunal Supremo sostuvo que la cláusula de autoincriminación exige que la policía emita una advertencia Miranda a los sospechosos de delitos interrogados mientras están bajo custodia policial. La Quinta Enmienda también contiene la Cláusula de Expropiación, que permite al gobierno federal tomar una propiedad privada para uso público si el gobierno proporciona una "compensación justa".
Al igual que la Decimocuarta Enmienda, la Quinta Enmienda incluye una cláusula sobre el debido proceso que establece que ninguna persona "será privada de la vida, la libertad o la propiedad, sin el debido proceso legal". La cláusula del debido proceso de la Quinta Enmienda se aplica al gobierno federal, mientras que la cláusula del debido proceso de la Decimocuarta Enmienda se aplica a los gobiernos estatales. El Tribunal Supremo ha interpretado que la cláusula del debido proceso de la Quinta Enmienda proporciona dos protecciones principales: el debido proceso procesal, que requiere que los funcionarios del gobierno sigan procedimientos justos antes de privar a una persona de la vida, la libertad o la propiedad, y el debido proceso sustantivo, que protege ciertos derechos fundamentales de la interferencia del gobierno. El Tribunal Supremo también ha sostenido que la Cláusula del Debido Proceso contiene una prohibición contra las leyes vagas y un requisito implícito de protección de la igualdad similar a la Cláusula de Protección de la Igualdad de la Decimocuarta Enmienda.

## Texto
El texto de la enmienda propuesta por el Congreso en 1789 reza así:

No person shall be held to answer for a capital, or otherwise infamous crime, unless on a presentment or indictment of a Grand Jury, except in cases arising in the land or naval forces, or in the Militia, when in actual service in time of War or public danger; nor shall any person be subject for the same offence to be twice put in jeopardy of life or limb; nor shall be compelled in any criminal case to be a witness against himself, nor be deprived of life, liberty, or property, without due process of law; nor shall private property be taken for public use, without just compensation.
Ninguna persona podrá ser detenida para responder por un delito capital o infame, a menos que sea acusada por un Gran Jurado, excepto en los casos que se presenten en las fuerzas terrestres o navales, o en la Milicia, cuando esté en servicio real en tiempo de guerra o peligro público; ni se someterá a ninguna persona, por el mismo delito, a dos situaciones de peligro para su vida o su integridad física; ni se la obligará, en ningún caso penal, a testificar contra sí misma, ni se la privará de la vida, la libertad o la propiedad, sin el debido proceso legal; ni se tomará propiedad privada para uso público, sin una compensación justa.